# Christine Guldbrandsen
Christine Guldbransen, née le 19 mars 1985, est une chanteuse norvégienne. À 18 ans, elle sort son premier album Surfing in the Air qui, en 3 semaines, devient disque d'or. En 2004, elle sort un deuxième album ; Moments. Sa passion pour la musique était déjà présente avant ses deux disques.

## Biographie
À 3 ans, elle devient soliste dans une chorale et ceci pendant 12 ans. À 13 ans, elle faisait des plateaux télévisés. Elle aime écrire. Elle a dit que "Participer au processus de création est très important pour moi" et "Les chansons font partie de moi. Et lorsque je les interprète, cela me permet de me réaliser complètement".
Christine travaille à temps plein sur sa carrière musicale depuis la fin de ses études. À côté de la musique, elle apprécie le ski et les voitures rapides. Mais la musique occupe la plus grande partie de son temps. "C’est un sacrifice que je suis tout à fait prête à faire. C’est mon rêve depuis toujours, et j’ai vraiment de la chance de pouvoir partager ma musique avec le public !"
En 2006, elle participa à la sélection Norvégienne pour le Concours Eurovision de la chanson : elle sortit première avec la chanson Alvedansen (la danse des elfes) et se classa quatorzième lors du concours international.

## Discographie
- 2003 - Surfing In the air - SonyBmg
- 2004 - Moments - SonyBmg
- 2007 - Christine - SonyBMG
- 2011 - colors - Sony BMG

## Liens
- Site officiel